# Línea de flotación

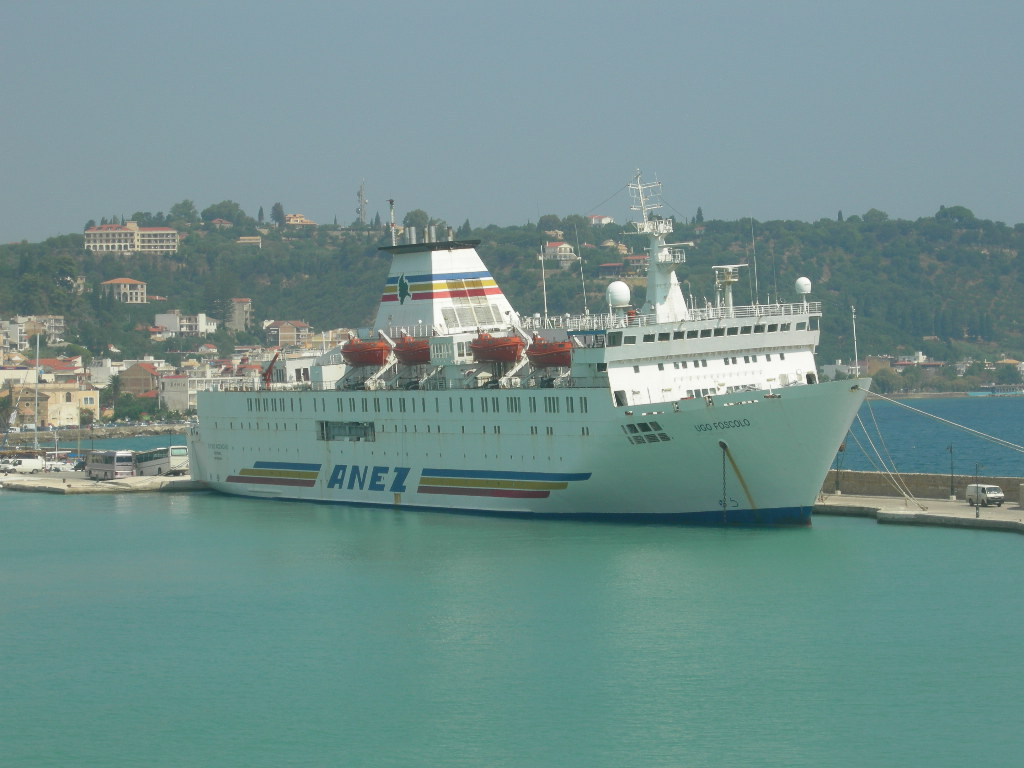
Ferry atracado en un muelle, en el que se puede ver la línea de flotación marcada por el agua

En náutica, la línea de flotación (línea de agua, línea de calado, línea de navegación o cinta del agua) de una embarcación, es la línea formada por la intersección del plano formado por la superficie del agua con el casco; separando la obra viva (parte sumergida), de la obra muerta (parte sobre el agua).

## Descripción
Es variable en función de la carga, de las características del agua, de la estiba y de otros factores.  No hay que confundirla con la línea de carga o francobordo.

## Frases
En términos coloquiales, la expresión "línea de flotación" suele referirse a aquello sobre lo que se asienta un concepto o un sistema determinado.